# Protoksylem
Protoksylem – jeden z rodzajów drewna pierwotnego, powstający jako pierwszy. Tkanka ta zbudowana jest z komórek, które jako pierwsze różnicują się z prokambium. Komórki protoksylemu są rozciągliwe, co umożliwia dalszy wzrost organu. Cienkie ściany komórek od wewnątrz wzmocnione są zgrubieniami w kształcie pierścieni lub spirali. Zdrewniałe zgrubienia chronią komórkę przed zgnieceniem podczas rozciągania, mającego miejsce podczas wzrostu korzenia lub łodygi. W skład protoksylemu mogą wchodzić cewki, naczynia i komórki parenchymatyczne. W tkance brak jest włókien drzewnych. Naczynia protoksylemu są komórkami martwymi, służącymi do przewodzenia wody.